# Pasaje Francés
El pasaje Francés o Français (según Argentina) o paso Francés (según Chile) es un estrecho que atraviesa el archipiélago Wilhelm, extendiéndose en dirección noroeste-sureste, entre la isla Petermann, los islotes Stray o Labbé, los islotes Vedel y los islotes Myriad o Jorquera al norte y las islas Argentina, los islotes Anagrama, los islotes Roca y los islotes Cruls al sur, frente a la costa oeste de la península Antártica.
Es un estrecho limpio y profundo. Las aguas frente a la entrada occidental son sucias y presentan rocas y bajos fondos que hacen peligrosa la aproximación desde esa dirección.

## Historia y toponimia
Fue llamado así por la Expedición Británica a la Tierra de Graham, en febrero de 1936, porque el pasaje fue navegado por primera vez en enero de 1909 por el Pourquoi-Pas?, el barco de la Cuarta Expedición Antártica Francesa, al mando de Jean-Baptiste Charcot. Las toponimias antárticas de Argentina y Chile tradujeron el nombre de formas diferentes.
Un helicóptero del HMS Protector tomó fotografías aéreas en marzo de 1958, y un equipo de hidrografía naval de la Royal Navy lo cartografió a bordo del buque RRS John Biscoe del British Antarctic Survey, entre 1958 y 1959.

## Reclamaciones territoriales
Argentina incluye al estrecho en el departamento Antártida Argentina dentro de la provincia de Tierra del Fuego, Antártida e Islas del Atlántico Sur; para Chile forma parte de la comuna Antártica de la provincia Antártica Chilena dentro de la Región de Magallanes y de la Antártica Chilena; y para el Reino Unido integra el Territorio Antártico Británico. Las tres reclamaciones están sujetas a las disposiciones del Tratado Antártico.
Nomenclatura de los países reclamantes: 
- Argentina: pasaje Francés[5][6] o pasaje Français[7]
- Chile: paso Francés[3]
- Reino Unido: French Passage[4]